# بنجامین ویسین
بِنژامَن ووآزَن (فرانسوی: Benjamin Voisin‎؛ زادهٔ ۲۴ دسامبر ۱۹۹۶) بازیگر فرانسوی است که برای بازی در فیلم تابستان ۸۵ نامزد جایزه سزار بهترین بازیگر مرد آینده‌دار و برای فیلم آرزوهای بربادرفته برنده این جایزه شد.

## فیلم‌شناسی

### فیلم
| سال  | عنوان              | نقش             | یادداشت        |
| ---- | ------------------ | --------------- | -------------- |
| ۲۰۱۵ | ادل                |                 | کوتاه          |
| ۲۰۱۷ | پرو                | ونسان           | کوتاه          |
| ۲۰۱۷ | هیچکس کامل نیست    | توماس           |                |
| ۲۰۱۸ | شاهزاده خوشحال     | ژان             |                |
| ۲۰۱۸ | مرگ در روح         | الکس لاگنر      | فیلم تلویزیونی |
| ۲۰۱۸ | در دام عشق افتادن  | کوین            | فیلم تلویزیونی |
| ۲۰۱۹ | آخرین زندگی سایمون | سایمون          |                |
| ۲۰۱۹ | من آپ!             | لئو             |                |
| ۲۰۲۰ | تابستان ۸۵         | دیوید گورمان    |                |
| ۲۰۲۱ | آرزوهای بربادرفته  | لوسان دو ریبمپر |                |
| ۲۰۲۱ | مراسم زن‌های دیوانه | تئوفیل کلری     | [ ۳ ]          |